# Ragnar Törnquist (läkare)
Ragnar Törnquist, född den 6 juli 1918, död 2007, var en svensk ögonläkare och innehavare av professors namn.
Ragnar Törnquist läste medicin vid Uppsala universitet och arbetade under åren 1950-61 på ögonkliniken vid Sahlgrenska sjukhuset i Göteborg. Han disputerade där 1953 på avhandling om kammardjupet vid akut glaukom, och blev docent samma år. Han intresserade sig tidigt för näthinnans sjukdomar och tog hem operationsmetoder för näthinneavlossning från besök i USA. Han introducerade också fluorescinangiografi i Sverige. Under hans epok som chef för ögonkliniken vid Regionsjukhuset i Örebro 1961-1983, blev denna klinik ett utvecklingscentrum för behandling av näthinneavlossning och andra sjukdomar i ögats bakre segment. 
Törnquist har haft stor betydelse för utbildningen av en mängd svenska ögonläkare, genom sitt engagemang i specialistutbildningen, såväl i form av teoretiska kurser som praktisk handledning, och han var den som startade oftamologassistentutbildningen i Sverige. 1979 tilldelades Ragnar Törnquist professors namn. 